# Episodi di Love Boat (ottava stagione)
L'ottava stagione della serie televisiva Love Boat è stata trasmessa in anteprima negli Stati Uniti d'America dalla ABC tra il 22 settembre 1984 e il 4 maggio 1985.
| nº | Titolo originale | Titolo italiano | Prima TV USA      | Prima TV Italia |
| -- | --- | --------------- | ----------------- | --------------- |
| 1  | The Crew's Cruise Director / What a Drag / Doc's Slump                                                                                |                 | 22 settembre 1984 |                 |
| 2  | Vicki and the Fugitive / Lady in the Window / Stolen Years / Dutch Treat (Part 1)                                                     |                 | 29 settembre 1984 |                 |
| 3  | Vicki and the Fugitive / Lady in the Window / Stolen Years / Dutch Treat (Part 2)                                                     |                 | 29 settembre 1984 |                 |
| 4  | Ace Meets the Champ / Why Justin Can't Read / Call Me a Doctor                                                                        |                 | 6 ottobre 1984    |                 |
| 5  | Only the Good Die Young / Honey Beats the Odds / The Light of Another Day                                                             |                 | 13 ottobre 1984   |                 |
| 6  | Soap Gets in Your Eyes / A Match Made in Heaven / Tugs of the Heart                                                                   |                 | 20 ottobre 1984   |                 |
| 7  | And One to Grow On / Seems Like Old Times / I'll Never Forget What's Her Name                                                         |                 | 27 ottobre 1984   |                 |
| 8  | Aerobic April / The Wager / Story of the Century                                                                                      |                 | 3 novembre 1984   |                 |
| 9  | The Last Heist / Starting Over / Watching the Master                                                                                  |                 | 10 novembre 1984  |                 |
| 10 | By Hook or by Crook / Revenge with the Proper Stranger / Don't Get Mad, Get Even                                                      |                 | 17 novembre 1984  |                 |
| 11 | My Mother, My Chaperone / The Present / The Death and Life of Sir Albert Demerest / Welcome Aboard (Part 1)                           |                 | 24 novembre 1984  |                 |
| 12 | My Mother, My Chaperone / The Present / The Death and Life of Sir Albert Demerest / Welcome Aboard (Part 2)                           |                 | 24 novembre 1984  |                 |
| 13 | Paying the Piper / Baby Sister / Help Wanted                                                                                          |                 | 1º dicembre 1984  |                 |
| 14 | Country Blues / A Matter of Taste / Frat Brothers Forever                                                                             |                 | 8 dicembre 1984   |                 |
| 15 | Santa, Santa, Santa / Another Dog Gone Christmas / Noel's Christmas Carol                                                             |                 | 15 dicembre 1984  |                 |
| 16 | Instinct / Unmade for Each Other / BOS                                                                                                |                 | 5 gennaio 1985    |                 |
| 17 | Ace Takes the Test / The Counterfeit Couple / The Odd Triple                                                                          |                 | 12 gennaio 1985   |                 |
| 18 | Love on the Line / Don't Call Me Gopher / Her Honor, the Mayor                                                                        |                 | 26 gennaio 1985   |                 |
| 19 | Scandinavia Cruise: Girl of the Midnight Sun / There'll Be Some Changes Made / Too Many Isaacs / Mr. Smith Goes to Stockholm (Part 1) |                 | 2 febbraio 1985   |                 |
| 20 | Scandinavia Cruise: Girl of the Midnight Sun / There'll Be Some Changes Made / Too Many Isaacs / Mr. Smith Goes to Stockholm (Part 2) |                 | 2 febbraio 1985   |                 |
| 21 | Ace Takes a Holiday / The Runaway / Courier                                                                                           |                 | 9 febbraio 1985   |                 |
| 22 | Getting Started / Daughter's Dilemma / The Captain Wears Pantyhose                                                                    |                 | 16 febbraio 1985  |                 |
| 23 | Vicki's Gentleman Caller / Partners to the End / The Perfect Arrangment                                                               |                 | 23 febbraio 1985  |                 |
| 24 | Judy Hits a Low Note / Love Times Two / The Problem with Papa                                                                         |                 | 23 marzo 1985     |                 |
| 25 | Charmed, I'm Sure / Ashes to Ashes / No Dad of Mine                                                                                   |                 | 30 marzo 1985     |                 |
| 26 | Caribbean Cruise: Call Me Grandma / A Gentleman of Discretion / The Perfect Divorce / Letting Go (Part 1)                             |                 | 4 maggio 1985     |                 |
| 27 | Caribbean Cruise: Call Me Grandma / A Gentleman of Discretion / The Perfect Divorce / Letting Go (Part 2)                             |                 | 4 maggio 1985     |                 |